# 48-й окремий штурмовий батальйон (Україна)
48-й окремий штурмовий батальйон імені Номана Челебіджіхана — підрозділ Сухопутних військ Збройних Сил України, сформований переважно з мешканців півдня України, створення якого розпочалось на початку 2016 року під час блокади на адміністративному кордоні з окупованим Кримом, названий на честь Номана Челебіджіхана — кримськотатарського політика і громадського діяча, першого Голови уряду Кримської Народної Республіки, організатора I Курултаю кримськотатарського народу, першого муфтія мусульман Криму, Литви, Польщі, Білорусі.. 
Учасники батальйону неодноразово переслідувалися ФСБ РФ на тимчасово окупованих територіях.

## Історія
48-й ОШБ масштабувався з роти вогневої підтримки імені Номана Челебіджіхана у 2023 році. Його кістяк складають кримськотатарські та українські добровольці, зокрема вимушені переселенці з тимчасово окупованого Криму. Особовий склад відзначився у боях на Київщині та битві за Бахмут, за що 10 військовослужбовців батальйону були нагороджені особисто Президентом України. Військовослужбовці батальйону також брали участь у боях на Сумщині, Харківщині та Запоріжжі. У 2024 році батальйон бере/брав участь у бойових діях у Запорізькій та Донецькій областях. Восени 2024 року відбулося переведення 48-го ОШБ ім. Номана Челебіджіхана з Сил територіальної оборони до Сухопутних військ Збройних Сил України. У вересні-грудні 2024 року бійці батальйону звільняли селища Золота Нива та Новий Комар на Донеччині. За особисту мужність, героїзм і стійкість у бою більше 200 військовослужбовців батальйону відзначені високими державними нагородами.
Особливістю підрозділу стане халяльна їжа, яку готуватимуть для бійців.
Батальйон отримував матеріальну допомогу з Туреччини — 120 комплектів камуфльованого однострою.
Станом на 18 січня 2016 року батальйон вже частково сформовано. До його лав записалися 250 людей з запланованої кількості у 580 осіб. Моделлю для формування батальйону був обраний так званий НАТОвський формат батальйону. Батальйон дислокувався на адміністративному кордоні з Кримом біля с. Чонгар.
4 грудня 2024 року стало відомо, що бійці 48-го окремого штурмового батальйону витіснили російські сили з села Новий Комар на Донеччині . 

## Структура[8]
- Командування
- штурмові роти
- вогнева підтримка (міномети, АГС, ПТРК)
- розвідка та БПЛА-група
- інженерно-саперний взвод
- медична служба
- логістика та забезпечення

## Оснащення
Піхотна зброя: АК-74, М4, UAR, NLAW, РПГ-7, Стугна-П, міномети (60 мм, 82 мм)

## Командування
- Ленур Іслямов[1], командир батальйону, майор [7]
- Василь Титаренко (Кіндрат), начальник штабу, підполковник